# Казах (село)
Каза́х (каз. Қазақ) — село у складі району Турара Рискулова Жамбильської області Казахстану. Входить до складу Каракистацького сільського округу.
Населення — 879 осіб (2021; 862 у 2009, 927 у 1999, 1102 у 1989).